# Saint-Mars-de-Coutais
Saint-Mars-de-Coutais è un comune francese di 2 530 abitanti situato nel dipartimento della Loira Atlantica nella regione dei Paesi della Loira.

## Società

### Evoluzione demografica
Abitanti censiti